# Споменик ратних одликовања града Шапца
Споменик ратних одликовања града Шапца постављен је крајем 2008. године, на Тргу шабачких жртава као јединствен споменик за највиша одликовања које је у Србији само Шабац добио.
За своја страдања и за херојски отпор у Првом светском рату, Шабац је после рата добио три висока признања:
- Француски Ратни крст са палмином гранчицом, доделила Република Француска 8. јула 1920. године. То је било прво овакво признање које је Француска Република доделила граду изван своје државе. Орден је установљен 9. априла 1915. а додељује се за ратне заслуге 1914-1918. Представнику Шапца, орден је уручио француски амбасадор, Виконт де Фонтнеј.
- Ратни крст Чехословачке 1914 - 1918, доделила Република Чехословачка 13. јуна 1925. године, установљен је од чехословачке владе 1918. године и додељиван за показану храброст на бојном пољу. Писмом од 14. новембра 1925. године, чехословачки посланик у Београду обавестио је градско поглаварство да је Шабац одликован Ратним крстом. Предаја одликовања свечано је извршена 13. јуна 1925. године у дворани хотела „Париз” у Шапцу.
- Карађорђева звезда са мачевима IV реда, најзначајније одликовање Краљевине Југославије, уручено му је 3. јуна 1934. године, за поднесене жртве током Првог светског рата.

Одлука о подизању споменика је донесена 1992. године и он је убрзо урађен у Цељу. Због ратних дејстава на простору некадашње Југославије, а потом и препрека словеначких закона, није могао да се допреми. Почетком јесени 2006. године, постигнут је договор између градоначелника Шапца и Цеља, о транспорту споменика из Словеније у Србију,
Споменик висок 3,70 м, од камена из села Варна код Шапца, урадио је вајар Милисав–Мија Томанић, родом из Липолиста, који живи у Цељу. Споменик са постаментом, има облик тростране призме са шлемом, а на свакој страни су као орнаменти увећана шабачка одликовања урађена у бронзи. У склопу споменик је урађена фонтана са водоскоком.
У непосредној близини споменика постављена је августа 2014. године, на стогодишњицу Церске битке, јавна чесма са посветом: Јунацима победе на Церу и свим Шапчанима страдалим у Првом светском рату. август 1914—2014. Захвални грађани Шапца.
- Споменик у простору са фонтаном
- Ратни крст са палмом
- Карађорђева звезда са мачевима
- Ратни крст
- Спомен-чесма